# Teucrium malenconianum
Teucrium malenconianum là một loài thực vật có hoa trong họ Hoa môi. Loài này được Maire miêu tả khoa học đầu tiên năm 1934.